# Edita Pučinskaitė
Edita Pučinskaitė est une coureuse cycliste lituanienne, née le 27 décembre 1975 à Naujoji Akmenė. Elle annonce sa retraite sportive fin novembre 2010.

## Biographie
Au Grand Prix de Plouay 2004, à deux tours de l'arrivée, l'échappée décisive part. Elle est constituée de : Olivia Gollan, Oenone Wood, Edita Pučinskaitė, Mirjam Melchers, Elisabeth Chevanne-Brunel, Fabiana Luperini, Barbara Heeb et Edwige Pitel. Dans le dernier tour  Edita Pučinskaitė accélère avec Mirjam Melchers dans sa roue. Dans la dernière montée, la Lituanienne distance la Néerlandaise et s'impose seule.
En 2009, au Tour d'Italie, elle s'impose sur la première étape en devançant toutes les favorites dans l'ascension finale. Elle endosse alors le maillot rose et le maillot cyclamen. Elle les perd cependant le lendemain lors du contre-la-montre individuel. Grâce à sa régularité, elle termine dixième de l'épreuve,.

## Palmarès

### Palmarès année par année
- 1994
  - Étoile Vosgienne :
    - Classement général
    - 1re étape

  - 4e du Tour d'Italie
- 1995
  - 2e étape du Women's Challenge
  - 4e étape du GP du Canton de Zurich
  -  3e du championnat du monde sur route
  - 3e du championnat de Lituanie sur route
- 1996
  - Grand Prix Pedrengo
  - Grand Prix Presov :
    - Classement général
    - 2e étape

  - 2e du Tour de Sicile
  - 8e du championnat du monde sur route
- 1997
  - Liberty Classic
  - Tour du Frioul
  - 3e du Tour d'Italie
  - 4e du championnat d'Europe espoirs du contre-la-montre
  - 8e du championnat d'Europe espoirs sur route
- 1998
  -  Championne de Lituanie du contre-la-montre
  - Tour cycliste féminin :
    - Classement général
    - 1re, 3eb et 4e étapes (contre-la-montre)

  - Tour de Thuringe :
    - Classement général
    - 4e étape

  - Trofeo Citta di Schio
  - 2e du championnat de Lituanie sur route
  - 4e du Tour d'Italie
  - 4e de la Coupe du monde cycliste féminine de Montréal
  - 5e de la Sydney World Cup
- 1999
  -  Championne du monde sur route
  -  Championne de Lituanie du contre-la-montre
  - Tour de Toscane féminin-Mémorial Michela Fanini :
    - Classement général
    - Prologue, 2e et 3e étapes

  - Grand Prix Carnevale d'Europa
  - Milemetri del Corso
  - Giro del Valdarno
  - Tour de Ciuffena
  - 2e de la Flèche wallonne
  -  3e du championnat du monde du contre-la-montre
  - 3e de la Grande Boucle Féminine Internationale
  - 3e du Tour des 6 communes
- 2000
  - Trofeo Citta di Schio
  - Trophée des grimpeurs
  - 7e et 9eb étapes de la Grande Boucle Féminine Internationale
  - 2e de la Grande Boucle Féminine Internationale
  - 4e du Tour d'Italie
  - 10e du contre-la-montre aux Jeux olympiques
- 2001
  - Trophée d'or féminin :
    - Classement général
    - 4e et 5e étapes

  - 2e étape du Tour de l'Aude
  -  2e du championnat du monde sur route
  - 2e du Tour de Majorque
  - 3e du Tour d'Italie
  - 3e du Grand Prix Suisse féminin
  - 4e de la Flèche wallonne
  - 9e de la Primavera Rosa
- 2002
  -  Championne de Lituanie du contre-la-montre
  - Emakumeen Bira :
    - Classement général
    - 2eb étape (contre-la-montre)

  - 7e étape de la Grande Boucle féminine internationale
  - 8e étape du Tour de l'Aude
  - 3e du Tour de l'Aude
  - 3e du Trophée Méditerranéen
  - 4e du Tour d'Italie
  - 6e de la Flèche wallonne
  - 9e du Gran Premio Castilla y León
- 2003
  -  Championne de Lituanie sur route
  - Tour cycliste féminin international de l'Ardèche :
    - Classement général
    - 1re et 4e étapes

  - 2e étape du Tour de Toscane féminin-Mémorial Michela Fanini
  - 2e du Tour d'Italie
  - 2e du Tour du Frioul
  - 3e du championnat de Lituanie du contre-la-montre
  - 3e de Durango-Durango Emakumeen Saria
  - 3e de l'Amstel Gold Race
  - 3e du Trophée Riviera
  - 4e du championnat du monde sur route
  - 4e de la Flèche wallonne
  - 10e du championnat du monde du contre-la-montre
  - 10e du Gran Premio Castilla y León
- 2004
  - Trophée d'or féminin :
    - Classement général
    - 4e étape (contre-la-montre)

  - Grand Prix de Plouay
  - 2e étape du Tour d'Italie
  - 2e étape du Tour de Toscane féminin-Mémorial Michela Fanini
  - 3e du championnat de Lituanie sur route
  - 3e de la Flèche wallonne
  - 3e du Tour de Toscane féminin-Mémorial Michela Fanini
  - 3e de Durango-Durango Emakumeen Saria
  - 3e de la Citta di Rosignano
  - 5e du championnat du monde du contre-la-montre
  - 9e de la course en ligne aux Jeux olympiques
  - 10e du contre-la-montre aux Jeux olympiques
  - 10e du championnat du monde sur route
- 2005
  - Tour cycliste féminin international de l'Ardèche :
    - Classement général
    - 1reb étape

  - Tour de Berne
  - Tour du Salvador :
    - Classement général
    - Prologue, 1re et 2e étapes

  - 4e étape du Tour du Trentin international
  - 5e étape du Tour de Thuringe
  - 2e du Grand Prix de Plouay
  - 3e du Tour d'Italie
  - 3e du Trophée d'or féminin
  - 9e de la Coupe du monde cycliste féminine de Montréal
  - 10e du championnat du monde du contre-la-montre
  - 10e de la Flèche wallonne
- 2006
  -  Championne de Lituanie du contre-la-montre
  - Tour d'Italie :
    - Classement général
    - 10e étape (contre-la-montre)

  - Tour cycliste féminin international de l'Ardèche :
    - Classement général
    - 1re, 2eb et 5e étapes

  - 2e du championnat de Lituanie sur route
  - 3e du Tour du Trentin international
  - 3e du Tour de Saint-Marin
  - 6e de la Flèche wallonne
  - 7e du Gran Premio Castilla y León
  - 7e de l'L'Heure d'Or
  - 9e du Tour de Berne
  - 10e du Grand Prix de Plouay
- 2007
  -  Championne de Lituanie du contre-la-montre
  - Tour d'Italie :
    - Classement général
    - Prologue et 3e étape (contre-la-montre)

  - Tour du Trentin international :
    - Classement général
    - 1re et 2e étapes

  - Tour de Berne
  - Durango-Durango Emakumeen Saria
  - 2e du Tour de Saint-Marin
  - 3e du championnat de Lituanie sur route
- 2008
  - 3e du contre-la-montre par équipes de l'Open de Suède Vårgårda
  - 6e du Tour d'Italie
  - 6e du Tour de Berne
  - 9e de la course en ligne aux Jeux olympiques
- 2009
  - 1re étape du Tour d'Italie
  - 10e du Tour d'Italie
- 2010
  - 2e étape du Tour de Thuringe
  - 2e du Tour de Thuringe
  - 2e du Trophée d'or féminin

## Grand Tour

### Tour d'Italie
15 Participations
- 1994: 4e et  vainqueure du classement de la meilleure jeune
- 1997: 3e et  vainqueure du classement de la meilleure jeune
- 1998: 4e
- 1999: 4e
- 2000: 4e,  vainqueure du classement de la montagne et vainqueure de la 8e étape
- 2001: 3e
- 2002: 4e
- 2003: 2e
- 2004: 11e et vainqueure 2e étape
- 2005: 3e
- 2006: 1re,  Vainqueure du classement général,  vainqueure du classement de la montagne et vainqueure de la 10e étape
- 2007: 1re,  Vainqueure du classement général et vainqueure du prologue et de la 3e étape
- 2008: 8e
- 2009: 10e et vainqueure 1re étape
- 2010: 12e

### Classements mondiaux
| Année          | 1997 | 1998 | 1999 | 2000 | 2001 | 2002 | 2003 | 2004 | 2005 | 2006 | 2007 | 2008 | 2009 | 2010 |
| Classement UCI | 27e  | 4e   | 4e   | 24e  | 6e   | 12e  | 5e   | 5e   | 5e   | 11e  | 6e   | 31e  | 40e  | 38e  |
| Coupe du monde | -    | 5e   | 18e  | -    | 10e  | 20e  | 14e  | 6e   | 13e  | 19e  | 10e  | ?    | -    | -    |

## Distinctions
- Athlète de l'année en Lituanie en 1999